# Proširene vene
Proširene vene su one vene koje imaju nefunkcionalne odnosno oštećene venske zaliske, što dovodi do povratnog tijeka krvi u venama - venskog refluksa.
Uz oštećenje venskih zalistaka, proširene vene mogu biti i začepljene, najčešće venskim trombom.

## Uzroci
Proširene vene su prije svega uzrokovane uspravnim stavom čovjeka kao vrste, čemu se venski zalisci nisu uspjeli evolucijski prilagoditi. Uloga zalistaka kod zdravih pojedinaca jest da usmjeravaju vensku krv prema srcu a da sprječavaju povratni tijek krvi u venama, no kod oboljelih pojedinaca zalisci počinju popuštati i postaju nefunkcionalni, što uzrokuje nedovoljno cirkuliranje venske krvi prema srcu, te povratni tijek i zadržavanje krvi u venama, koje se tada počinju širiti.
Od oštećenja venskih zalistaka daleko najčešće oboljevaju vene nogu, jer je riječ o dugim i ravnim venama, u kojima krv kola od stopala prema preponama, suprotstavljajući se gravitaciji. Ponekad su pogođene i vene lijevog testisa (varikokela), vene oko analnog otvora (hemoroidi), vene jednjaka, vulve i druge vene.
U pravilu je riječ o nasljednoj bolesti, odnosno nasljeđivanju oštećenja genetskog koda koji je odgovoran za građu venskih zalistaka. Osim genetske, odnosno familijarne sklonosti pojedinaca, ovom su bolešću posebno pogođeni djelatnici koji, baveći se svojim poslom, moraju dugo stajati ili fizički naporno raditi (stomatolozi, kirurzi, konobari, fizički radnici itd.)
Razvoju bolesti pogoduju i povećana tjelesna težina, ravna stopala, ženski spol ili uzimanje oralne kontracepcije (zbog negativnog utjecaja ženskog spolnog hormona), trudnoća i starija dob.
Bolest se dodatno pogoršava kod izlaganja toplini, osobito za vrijeme ljeta ili prilikom boravka u termalnim vodama, saunama i slično.
Spomenuti faktori rizika ne mogu uzrokovati primarno oboljenje, već samo potaknuti i ubrzati razvoj proširenih vena ako za to postoje genetske predispozicije.

## Učestalost
Od tegoba uzrokovanih proširenim venama boluje oko 25% žena i 15-20% muškaraca, no prema nekim autorima i do 40%, pa i 50% populacije. U svakom slučaju, riječ je o oboljenju koje u znatno većoj mjeri pogađa žensku populaciju.

## Simptomi uzrokovani proširenim venama
Proširene vene izazivaju različite simptome, koji se svrstavaju, prema međunarodnoj CEAP klasifikaciji, u sljedećih 6 stupnjeva:
1. pojava tzv. kapilara poput mreže vena na koži, ili nešto širih retikularnih vena i "spider" vena, koje mjere do 3-4 mm širine
2. pojava nabreklih (najčešće bolnih), kvrgavih potkožnih (varikoznih) vena
3. natečene noge zbog proširenih vena
4. pojava kožnih promjena nalik ekcemu ili otvrduću kože
5. pojava rana na nogama, koje pokazuju sklonost cijeljenju (venski ulkus)
6. pojava rana koje ne cijele.

Kod nekih pojedinaca proširene vene predstavljaju estetski problem, no mnogi se žale na bolove, teške noge, pečenje, svrbež i slično. U težim je slučajevima značajnije narušeno radno i socijalno funkcioniranje oboljele osobe.
Važno je naglasiti da oboljenje proširenih vena uzrokuje insuficijenciju venskog sustava, odnosno vene postanu nedostatne i manjkave za svoju normalnu funkciju cirkulacije venske krvi prema srcu. Taj proces svakim danom se pogoršava i neminovno izaziva niz drugih promjena kako na površinskim tako i na dubokim venama. To znači da pored estetskog problema, proširene vene predstavljaju ozbiljan medicinski problem ako se ne liječe.
Iako su proširene vene same po sebi bezbolne, simptome ne smijemo zanemarivati jer proširene vene bez izuzetaka vode daljnjem razvoju oboljenja i pojavljivanju komplikacija od kojih su neke iznimno opasne (prvenstveno krvarenje iz balonasto proširene vene - Haemorrhagia ex aneurismae, i duboka venska tromboza, koja u konačnici može uzrokovati plućnu emboliju što može rezultirati i fatalnim posljedicama). Stoga nije pitanje hoće li doći do komplikacija ako se ne liječe proširene vene, već samo kada će se komplikacije razviti i kojim intenzitetom.

## Dijagnostika
Ako osoba boluje od nekih od navedenih tegoba, potrebno je, prije svega, učiniti color Doppler vena nogu, da bi se upotrebom ove ultrazvučne pretrage ustanovilo koje su točno vene oštećene. Ako color Doppler ne pruži kompletan odgovor, pribjegava se drugim radiološkim metodama dijagnostike, kao što su klasična flebografija, CT flebografija, scintigrafija i slično.
Na osnovu nalaza color Dopplera i mišljenja liječnika odredit će se koja je vrsta liječenja potrebna.

## Oboljenje površinskog venskog sustava
U slučaju da se upotrebom color Dopplera dokaže oboljenje površinskog venskog sustava u obzir dolaze sljedeće vrste zahvata:
1. Kateterske procedure - endovenozna laserska terapija i radiofrekventni tretman proširenih vena
2. Sklerozacija vena tekućim sklerozansom ili pjenom
3. Mini - flebektomija (ili ambulantna flebektomija)
4. Klasično kirurško liječenje po Babcocku

### Laserska operacija vena (EVLT) i radiofrekventna ablacija vena
Riječ je o zatvaranju oštećenih dugih površinskih vena iznutra pomoću topline (endovenozna termoablacija). Razlika između lasera i radiofrekvencije je u tome što laser koristi snop svjetlosti koji zagrije stijenku vene iznutra, dok se radiofrekvencija služi mikrovalovima koji zagrijavaju iznutra stijenku vene. Ove dvije metode su moderne alternative klasičnom kirurškom zahvatu i rezervirane su za pacijente koji boluju od umjerenih i težih oblika oštećenja vena (stupanj 2. – 6.). Prednost im je da se izvode u lokalnoj anesteziji, da zahvat traje kratko, da nakon zahvata ne zaostaju rane od rezova, podljevi krvi niti ožiljci, te da je bolesnik odmah nakon zahvata radno i socijalno sposoban, te navodi naglo poboljšanje simptoma i osjećaj "olakšanja". Također se mogu izvoditi i u ljetnim mjesecima. Primarna uspješnost laserskog tretmana vena je 99-100%, a dugoročna se uspješnost kreće u rangu 94-97%. Primarna uspješnost radiofrekventne ablacije varira između 90 i 99%, ovisno o aparatu koji se koristi, a dugoročna se uspješnost radiofrekvencije kreće u rangu od oko 80% (također je ovisna o korištenoj aparaturi).

### Sklerozacija pjenom (tzv. zahvat UGFS)
Ultrazvučno navođena sklerozacija pjenom (eng. Ultrasound Guided Foam Sclerotherapy - UGFS) zasniva se na kemijskom oštećenju stijenke vena upotrebom smjese kemijskog sredstva (sklerozansa) i zraka, koja se pod kontrolom ultrazvuka ubrizgava u vene. Ova je metoda naročito dobra za rješavanje potkožnih varikoznih vena koje zaostanu nakon laserske ili radiofrekventne endovenozne ablacije magistralnih vena. Sklerozacija pjenom manje je uspješna od laserskog tretmana u dugoročnom rješavanju patološkog toka krvi u samim magistralnim površinskim venama (npr. vena safena magna), poglavito onim kalibra šireg od 1cm, sa stopom uspješnosti manjom od oko 80% nakon 3-5 godina .
Postoji i sklerozacija tekućim sklerozansom, ali ona se uglavnom primjenjue kod pacijenata kod kojih color Doppler da negativan nalaz, ali pacijenta estetski zabrinjavaju tzv. "metličaste vene" ili "kapilare" (eng. Spider veins) - vene manje od 4 mm u promjeru. Također je moguća i laserska terapija metličastih vena.
Najčešća nuspojava sklerozacije (pjenovitim i tekućim sklerozansom) je da učestalo hiperpigmentira tj. zatamnjuje kožu u području gdje se nalaze tretirane vene, tako da bi svatko tko se odluči za tretman ovom metodom trebao biti upoznat s navedenom nuspojavom.

### Mini - flebektomija
Mini - flebektomija je metoda vađenja postraničnih proširenih vena pomoću posebne kukice, u lokalnoj anesteziji, kroz vrlo sitne rezove na koži. Metoda je minimalno invazivna i najčešće se izvodi ako nakon laserske ili radiofrekventne endovenozne ablacije zaostane pokoja površinska vena, koja i dalje predstavlja estetski problem pacijentu. Na raspolaganju su tzv. Mullerove, Rameletove, Oeschove i druge kukice za flebektomiju.

### Kirurško liječenje
Klasično kirurško liječenje po Babcocku (eng. Crossectomy, Stripping) koristi se duže od stotinu godina i bazira se na odstranjenju (vađenju iz tijela) oštećenih vena (najčešće vena safena magna ili parva). Uz suvremene metode liječenja vena klasičan se pristup uglavnom može izbjeći. On podrazumijeva potrebu za (najčešće) općom anestezijom i boravkom u bolnici, razmjerno veliku invazivnost postupka, uz brojne rezove i šavove, kao i podljeve krvi, te produljenu radnu nesposobnost. Također se u pravilu izbjegava u istom aktu liječiti obje noge ovom metodom, već ih se liječi u dva akta. Unatoč dobrim početnim rezultatima kirurškog liječenja, nakon desetogodišnjeg praćenja utvđena je stopa recidiva viša od 60%. Oporavak od ove operacije traje oko tri dana u bolnici, a zatim još 2-3 tjedna kućnog bolovanja.

## Oboljenje dubokog venskog sustava
Kod manjeg broja pacijenata, color Doppler će utvrditi oboljenje dubokih vena nogu (najčešće posttrombotski ili postflebitički sindrom). Kod takvih je pacijenata kirurško ili drugo liječenje (valvuloplastika) najčešće parcijalno uspješno ili neuspješno pa s prije svega pribjegava metodama ublažavanja tegoba, kao što su nošenje elastične čarape, mazanje kože heparinskom mašću izvana ili određenim biljnim preparatima, kao i uzimanje tableta koje smanjuju učinak izazvan nedovoljnom venskom drenažom.

## Venska tromboza
Ako color Doppler otkrije duboku vensku trombozu ili masivnu površinsku trombozu, potreban je primitak u bolnicu radi antikoagulantne terapije heparinom, kojom se postiže otapanje tromba u venama.

## Vanjske poveznice
- MayoClinic: Varicose Veins (engl.)
- European Journal of Vascular and Endovascular Surgery Extra: Endovenous Radiofrequency Ablation (engl.)
- Vaše zdravlje: Da težak korak postane lak  Arhivirana inačica izvorne stranice od 14. listopada 2008. (Wayback Machine)
- Zadovoljna.dnevnik.hr: Proširene vene - posljedica modernog načina života

|  | Molimo pročitajte upozorenje o korištenju medicinskih informacija. Ne provodite liječenje bez savjetovanja s liječnikom! |